# Chaetodontoplus ballinae
Chaetodontoplus ballinae är en fiskart som beskrevs av Whitley, 1959. Chaetodontoplus ballinae ingår i släktet Chaetodontoplus och familjen Pomacanthidae. IUCN kategoriserar arten globalt som livskraftig. Inga underarter finns listade i Catalogue of Life.